# Rondeelkanal
El Rondeelkanal és un canal que va excavar-se als prats molls al marge nord-est del llac Außenalster a l'estat d'Hamburg (Alemanya) entre 1861 o 1891 quan el poble rural de Winterhude va urbanitzar-se. Segons la llei sobre la classificació de les aigües superiors de l'estat d'Hamburg, és un curs d'aigua de primera categoria i doncs accessible al públic.

Aiguabarreig del canal (dreta) que vessa al llac de l'Alster (primer pla) davall el pont Fernsichtbrücke

De nord a sud, connecta el Leinpfadkanal a l'Außenalster. La major part de les vores, tret d'un tros al carrer Bellevue van integrar-se als patís de les vil·les que l'envolten. El canal només pot visitar-se amb barca o canoa.
El canal va crear-se el 1861 quan l'orfebre Adolph Sierich seguí l'exemple del que el burgmestre Abendroth va fer mig segle abans a l'Uhlenhorst i urbanitzà els prats molls del mas que són pare Johan Friedrich va comprar el 1839 a l'extrem nord del llac. El canal va servir per al desguàs i les terres excavades per a alçar el terra al costat i permetre així la construcció. L'encant del lloc i la proximitat de la ciutat van fer-ne avui com antany un barri de vil·les i pisos elegants.
El nom prové de Rondeel, el nom del carrer i de l'estany rodó que va excavar-se al seu extrem septentrional.

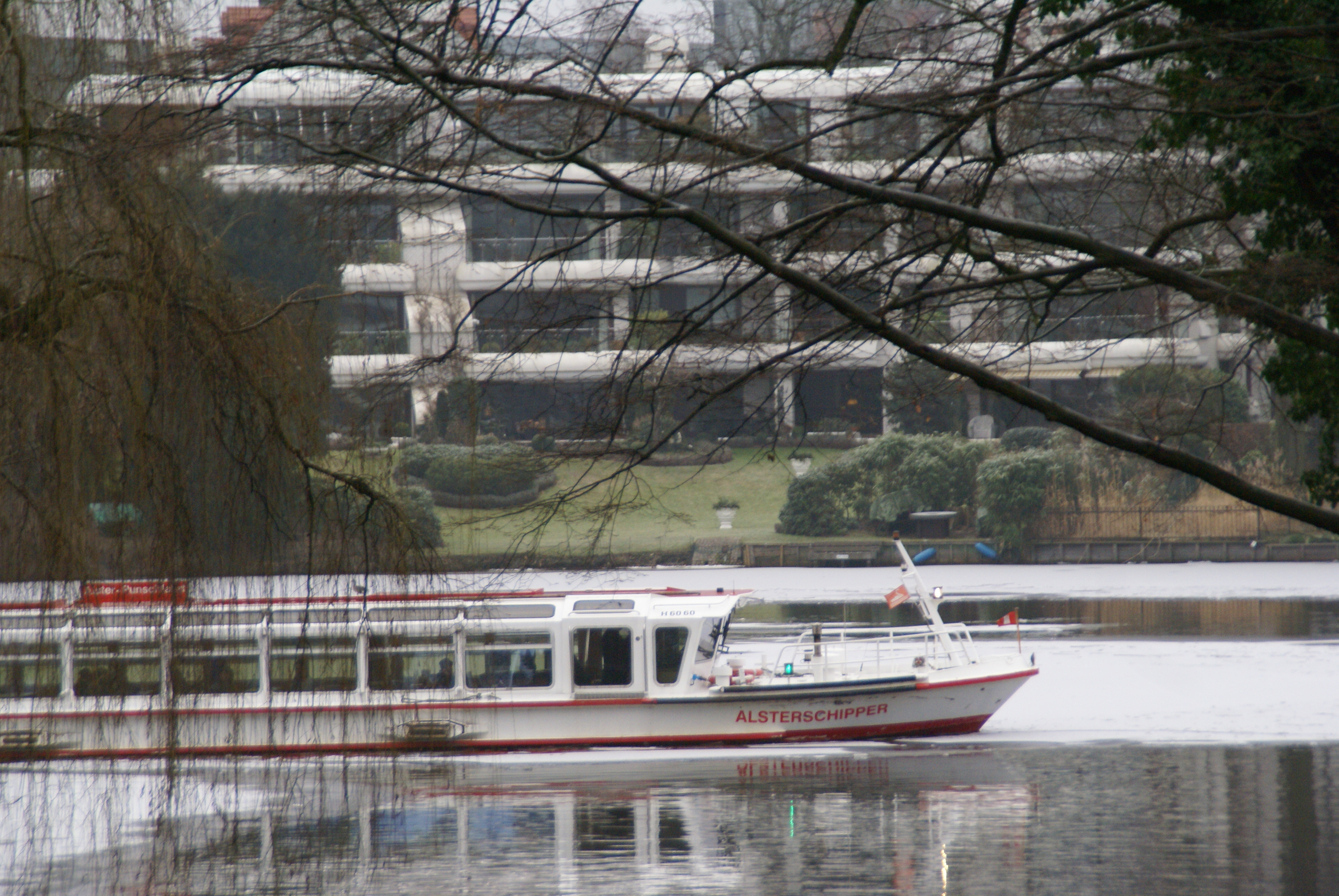
El MS Alsterschipper torna a l'estany del Rondeel
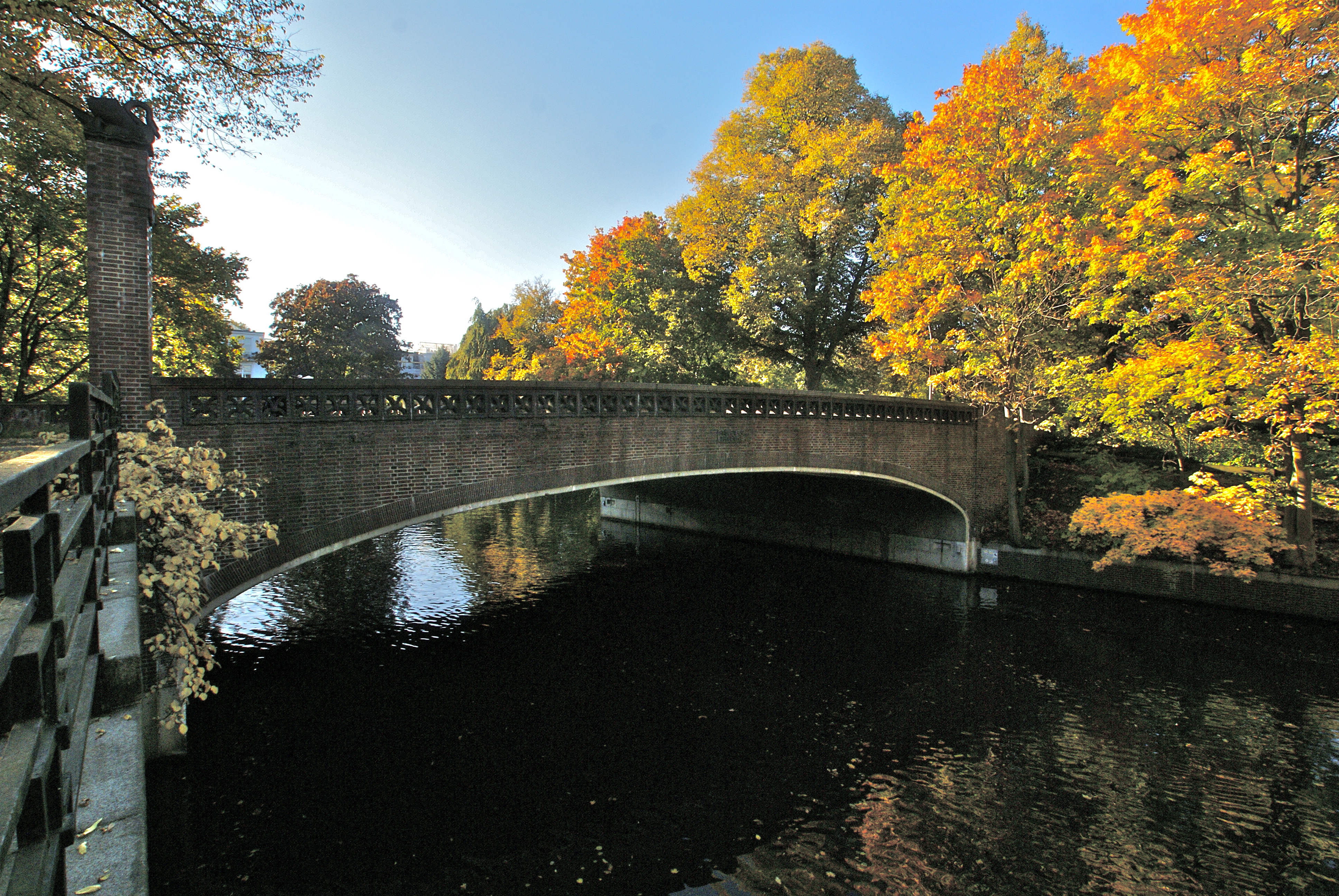
El pont Fernsichtbrücke
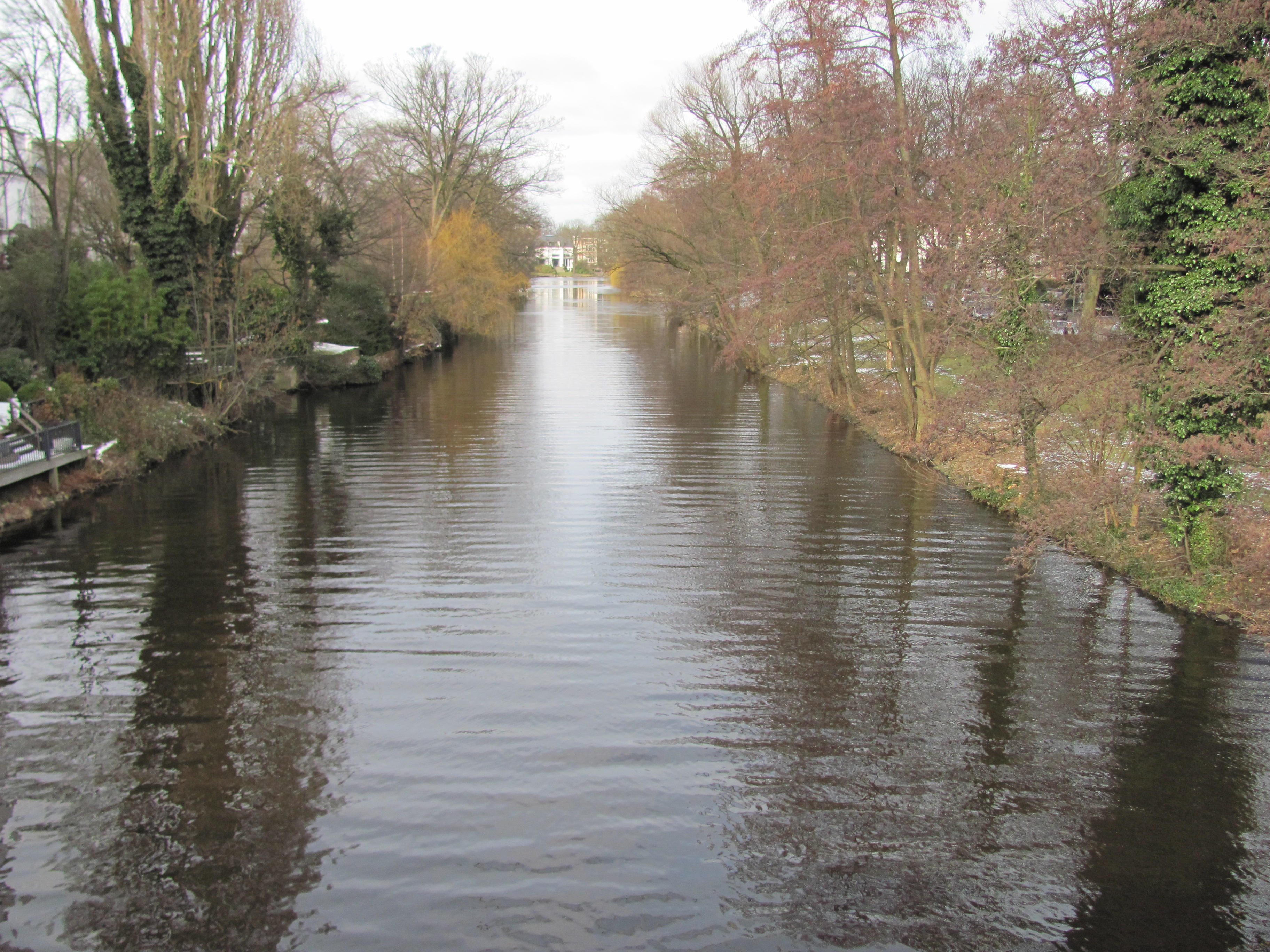
El canal